# ÍA Akranes
Íþróttabandalag Akraness, besser bekannt als ÍA Akranes, ist ein Fußballverein aus der isländischen Stadt Akranes. Die Vereinsfarben sind Schwarz-Gelb.
Das Akranesvöllur-Stadion hat ein Fassungsvermögen von 4850 Plätzen.

## Geschichte
Der Verein wurde 1946 gegründet und wurde bereits fünf Jahre später Landesmeister. Seitdem gelangen ÍA Akranes 18 Titelgewinne und neun Pokalsiege. ÍA Akranes ist einer der wenigen Fußballvereine Islands, die lange mit den Mannschaften aus Reykjavík konkurrieren konnte. Wie bereits von 2009 bis 2011 spielte der Verein in den Spielzeiten 2014, 2018 und 2023 zweitklassig.

## Erfolge
- Isländischer Meister (18): 1951, 1953, 1954, 1957, 1958, 1960, 1970, 1974, 1975, 1977, 1983, 1984, 1992, 1993, 1994, 1995, 1996, 2001
- Isländischer Pokalsieger (9): 1978, 1982, 1983, 1984, 1986, 1993, 1996, 2000, 2003
- Isländischer Ligapokalsieger (3): 1996, 1999, 2003
- Isländischer Supercupsieger (1): 2003
- Sieger im Atlantic Cup: 2002

## Bekannte Spieler
| - Arnar Gunnlaugsson - Árni Gautur Arason - Bjarki B. Gunnlaugsson - Bjarni Guðjónsson - Grétar Steinsson - Guðjón Þórðarson - Joey Guðjónsson | - Ólafur Gottskálksson - Ólafur Þórðarson - Pétur Pétursson - Ríkharður Jónsson - Sigurður Jónsson - Teitur Þórðarson - Þórður Guðjónsson |